# Тоні Єбоа
Тоні Єбоа (англ. Anthony Yeboah, нар. 6 червня 1966, Кумасі) — колишній ганський футболіст, що грав на позиції нападника. Футболіст року в Гані (1997), дворазовий найкращий бомбардир чемпіонату Німеччини (1993, 1994) та Гани (1986, 1987).
Протягом більшої частини кар'єри виступав в Європі за такі клуби, як «Саарбрюкен», «Айнтрахт», «Лідс Юнайтед» та «Гамбург». У складі національної збірної Гани був учасником трьох кубків африканських націй.

## Клубна кар'єра
У дорослому футболі дебютував 1982 року виступами за «Асанте Котоко», після чого виступав на батьківщині за клуби «Корнерстоунс» і «Окваву Юнайтед», ставши з останнім клубом дворазовим найкращим бомбардиром чемпіонату Гани.
У 1988 році Тоні поїхав до Німеччини, де підписав контракт з «Саарбрюкеном», що виступав у Другій Бундеслізі, де провів наступні два сезони.
Своєю грою за саарбрюкенців привернув увагу представників тренерського штабу клубу «Айнтрахт» з Першої Бундесліги, до складу якого приєднався влітку 1990 року. Відіграв за франкфуртський клуб наступні п'ять сезонів своєї ігрової кар'єри. Більшість часу, проведеного у складі «Айнтрахта» (Франкфурт-на-Майні), був основним гравцем атакувальної ланки команди і одним з головних бомбардирів команди, маючи середню результативність на рівні 0,55 голу за гру першості, а також два роки поспіль ставав найкращим бомбардиром Бундесліги.
Протягом 1995—1997 років захищав кольори англійського клубу «Лідс Юнайтед» і 1996 року був названий найкращим гравцем клубу.
Влітку 1997 року Єбоа повернувся до Німеччини і уклав контракт з «Гамбургом», у складі якого провів наступні чотири роки своєї кар'єри гравця. Граючи у складі «Гамбурга» також здебільшого виходив на поле в основному складі команди, проте колишньої результативності вже не демонстрував.
Завершив професійну ігрову кар'єру у клубі «Аль-Іттіхад» (Доха), за команду якого виступав протягом 2001—2002 років і допоміг своєму клубу в тому сезоні виграти чемпіонат Катару та Кубок еміра Катару.

## Виступи за збірну
1985 року дебютував в офіційних матчах у складі національної збірної Гани.
У складі збірної був учасником трьох Кубків африканських націй — 1992 року у Сенегалі, де разом з командою здобув «срібло», 1994 року у Тунісі та 1996 року у ПАР.
Протягом кар'єри у національній команді, яка тривала 13 років, провів у формі головної команди країни 59 матчів і забив 29 голів, ставши третім бомбардиром в історії збірної після Асамоа Г'яна і Абеді Пеле.

## Титули і досягнення

### Командні
- Володар Чемпіон Катару (1):

«Аль-Іттіхад» (Доха): 2001–02
- Володар Кубка Еміра Катару (1):

«Аль-Іттіхад» (Доха): 2001–02
- Срібний призер Кубка африканських націй: 1992

### Індивідуальні
- Найкращий бомбардир чемпіонату Німеччини: 1999–00 (19 голів), 2001–02 (18 голів)
- Найкращий бомбардир чемпіонату Гани: 1986, 1987[1]
- Гравець місяця англійської Прем'єр-ліги: березень 1995, вересень 1995
- Футболіст року в Гані: 1997